# 보은 법주사 선희궁 원당
보은 법주사 선희궁 원당(報恩 法住寺 宣喜宮 願堂)은 충청북도 보은군 속리산면 사내리, 법주사에 있는 건축물이다. 2004년 1월 9일 충청북도의 유형문화재 제233호로 지정되었다.

## 개요
법주사 대웅보전(보물 제915호)의 전면 우측에 위치한 이 건물은 정확한 건축연대는 알 수 없으나 1765년경 조선 영조의 후궁인 영빈이씨(暎嬪李氏)의 위패를 봉안하였고 제사를 지내기 위해 ‘선희궁 원당’으로 조영되었다고 한다. 그 뒤 법주사와 관련이 있는 역대 큰스님들의 초상을 모셔둔 ‘조사각(祖師閣)’으로 사용하다가 현재는 비워진 상태이다. 법주사에서는 ‘구(舊) 조사각(祖師閣)’으로 불리고 있다.
조사각으로 사용할 때에는 중앙 좌우로 개산시조(開山始祖) 의신선사(義信禪師)와 전법초조(傳法初祖) 태고선사(太古禪師)의 영상(影像)이 있었고 좌우에는 이름을 알 수 없는 두 분의 영정(影幀)을 비롯해 세홍(世弘)·함월(函月)·명찰(明察)·정준(靜俊)·장신(莊信)·도홍(道弘)·홍민(弘玟)·지영(智榮)·영인(玲璘)·진하(震河)·탄응(坦應)·석상(石霜)·금오(金烏)·명일(冥一)·보흔(普欣)·충은(衝恩)·법영(法英) 등 모두 스물 한 분의 모습을 담은 초상화를 모셔 놓고 있었다고 한다.
정면 3칸, 측면 3칸 규모의 작은 건물로 한국 전통의 담장과 솟을삼문을 두어 경내의 다른 건물과 독립되어 있다. 이러한 형식은 사당이나 향교, 서원 등에 자주 사용된 유교적 건축형식이다.
기단과 사각초석은 규격화되어 있고 정다듬으로 마감하였다. 건물의 규모는 42.99m2이다.
건물 내부 앞부분에는 한 쌍의 사각기둥이 있으며, 익공형식과 주심포형식이 혼용된 이른바 주심포식구조이고 겹처마 맞배지붕으로 사당 건축의 외형을 지녔다.
영쌍창 형식의 창문을 두었으며, 전면 담장은 와편과 둥근 돌들을 이용해 여러 가지 길상무늬와 별무늬를 장식화하였다. 이는 조선후기 민화풍의 담장 장식이 잘 보존된 예이다.
이 건물의 정확한 건립연대는 알 수 없으나 사찰 내의 유교적 건축물로 한때 영조의 후궁 영빈이씨의 위패를 모셨던 건축물을 법주사와 관련이 있는 역대 큰 스님들의 초상을 모셔 두는 조사각으로 사용되기도 하였던 건물로 비교적 옛 모습이 잘 보존되어 있어 보존가치가 높다.

## 참고 자료
- 보은 법주사 선희궁 원당 - 국가유산청 국가유산포털